# Монтано Лучино
Монта̀но Лучѝно (на италиански: Montano Lucino; на ломбардски: Montan e Lüscin, Монтан е Люшин) е община в Северна Италия, провинция Комо, регион Ломбардия. Административен център е градче Монтано (на италиански: Montano), което е разположено е на 400 m надморска височина. Населението на общината е 5226 души (към 2017 г.).